# Josef Clemens
Mons. Josef Clemens (* 20. června 1947, Siegen) je německý římskokatolický kněz, biskup a sekretář Papežské rady pro laiky.

## Život
Narodil se 20. června 1947 v Siegenu. Na Pontificium Collegium Germanicum et Hungaricum de Urbe studoval teologii a dne 10. října 1975 přijal kardinálem Hermannem Volkem kněžské svěcení. Působil jako vikář v Bielefeld-Schildesche a v Dortmundu. Poté pokračoval ve studiích na Papežské Gregoriánské univerzitě, kde získal doktorát z morální teologie.
19. let působil jako osobní tajemník, prefekta Kongregace pro nauku víry Josepha Ratzingera, pozdějšího papeže Benedikta XVI. Dne 17. března 1989 mu papež Jan Pavel II. udělil titul Kaplana Jeho Svatosti.
Dne 12. února 2003 byl jmenován podseketářem Kongregace pro společnosti zasvěceného života a společnosti apoštolského života. Dne 25. listopadu 2003 byl ustanoven titulárním biskupem ze Segermes a sekretářem Papežské rady pro laiky.
Biskupské svěcení přijal 6. ledna 2004 z rukou kardinála Josepha Ratzingera a spolusvětiteli byli arcibiskup Hans-Josef Becker a arcibiskup Stanisław Ryłko.
Dne 24. září 2013 jej papež František potvrdil v jeho funkci. Potvrzení bylo obnoveno 6. února následujícího roku.

## Vyznamenání
- 2000 – Čestný odznak Za zásluhy o Rakouskou republiku
- 2008 – Čestný odznak s hvězdou Za zásluhy o Rakouskou republiku
- 2005 – Velkokříž Záslužného řádu Spolkové republiky Německo